# Light flux
Light flux is een cupdisc van Tangerine Dream.
Het album bevat een zestal tracks, die de band in het verleden heeft opgenomen en die door het sinds 2014 nieuwe lid Ulrich Schnauss en reeds langer lid Thorsten Quaeschning zijn bewerkt. Light flux is tevens de titel van een 3-track ep, die bij het boekwerk Force majeure (de geschiedenis van Tangerine Dream) werd meegezonden.

## Muziek
| Nr. | Titel                                                         | Bijzonderheid           | Duur  |
| --- | ------------------------------------------------------------- | ----------------------- | ----- |
| 1.  | Green summers clouds (Froese)                                 | oorspronkelijk uit 2007 | 17:53 |
| 2.  | Meteor (Froese)                                               | oorspronkelijk uit 1983 | 6:39  |
| 3.  | Tyger 2013 (Froese, Christopher Franke, Paul Haslinger)       | oorspronkelijk uit 1983 | 6:12  |
| 4.  | Reaching Ravenna (Froese, Thorsten Quaeschning)               | oorspronkelijk uit 2011 | 15:12 |
| 5.  | Nemesis (Froese)                                              | oorspronkelijk uit 1981 | 9:02  |
| 6.  | Logos 2014 (Froese, Christopher Franke, Johannes Schmoelling) | oorspronkelijk uit 2008 | 6:19  |